# 울산 태화사지 십이지상 사리탑
울산 태화사지 십이지상 사리탑(蔚山 太和寺址 十二支像 舍利塔)은 울산광역시 태화사지에 세워졌던, 신라의 사리탑이다. 1966년 3월 31일 대한민국의 보물 제441호로 지정되었으며, 2011년 현재 울산박물관에 있다.
한국의 석종형 부도 중 가장 오래된 것으로 표면에 십이지상을 조각한 것으로는 유일한 고승의 사리탑이다. 장방형의 대석 위에 석종형의 탑신을 안치한 형태이며, 그 탑신의 앞면에 감실을 설치하고 그 하단에는 십이지상을 양각했는데, 짐승의 머리에 사람의 몸 형상이다. 십이지상은 능묘와 석탑에는 보이나 부도에서는 보기 드문 예이다. 남쪽은 말 모양이고 북쪽은 쥐 모양이다. 태화사는 신라 선덕여왕(632~647, 재위) 때 창건한 것으로 전하나 이 부도는 그 뒤에 이르러 세워진 것으로 추정된다. 전체 높이는 110m, 아랫 부분 지름 90cm이다.

## 개요
태화사터에 묻혀 있던 것을 1962년에 발굴하여 일시적으로 부산으로 옮겼다가, 다시 울산의 학성공원으로 옮겨와 보존하고 있었다. 2011년 기준으로는 울산박물관으로 이전하여 보존하고 있다.
태화사는 신라 선덕여왕 12년(643)에 자장율사가 창건한 사찰로, 고려말 왜구의 침입이 극심하던 시기에 없어졌을 것으로 보고 있으며 남아있는 유물로는 이 사리탑이 유일하다.
일반적인 사리탑들과는 달리 널따란 바닥돌 위에 종 모양의 몸돌이 놓인 간단한 구조로, 바닥돌에는 앞면과 옆면에 가느다란 안상(眼象)이 움푹하게 새겨져 있다. 종 모양을 하고 있는 몸돌은 윗부분에 감실(龕室:불상을 모시는 방) 입구를 만들고, 그 안쪽으로 깊숙이 파놓아 사리를 모셔 두도록 하였다. 감실 입구 아래로는 12지신상을 돌려가며 도드라지게 새겨놓았는데, 머리는 짐승이고 몸은 사람의 모습으로 거의 나체에 가깝다. 12지신은 띠를 나타내는 12동물로, 우리나라에서는 통일신라시대에 능을 보호하기 위한 의도로 조각되어 세워지기 시작하였는데, 이곳에서처럼 사리탑에 새겨지는 것은 보기 드문 예이다. 사리탑을 하나의 묘로 보아 이들을 새겨놓은 것으로 보인다.
종모양의 사리탑으로는 가장 오래된 것이라는 점에서 그 가치를 지니며, 수법이나 조각들의 기법들로 미루어 통일신라 후기인 9세기경에 만들어진 것으로 보인다.

## 사진

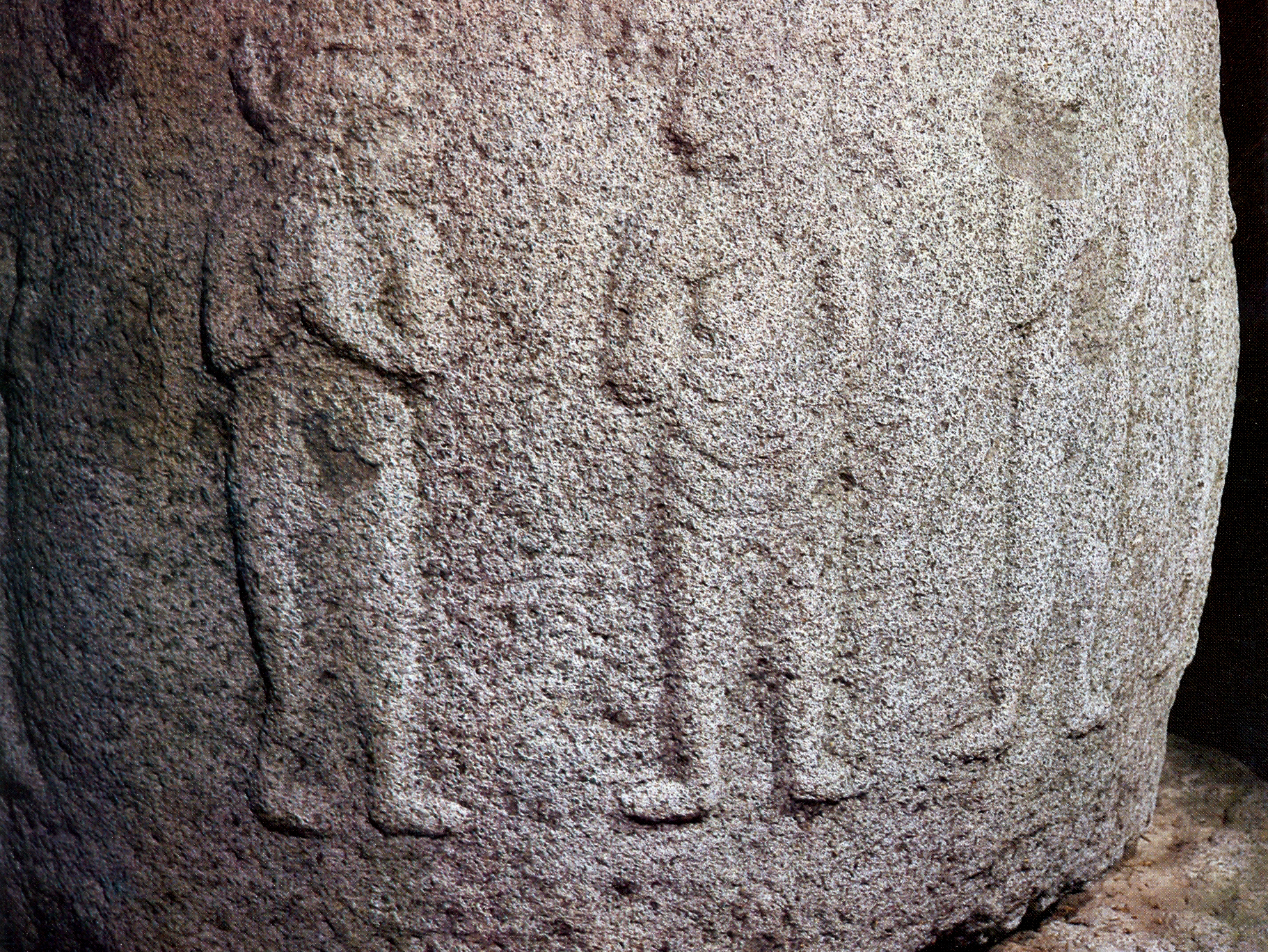
세부
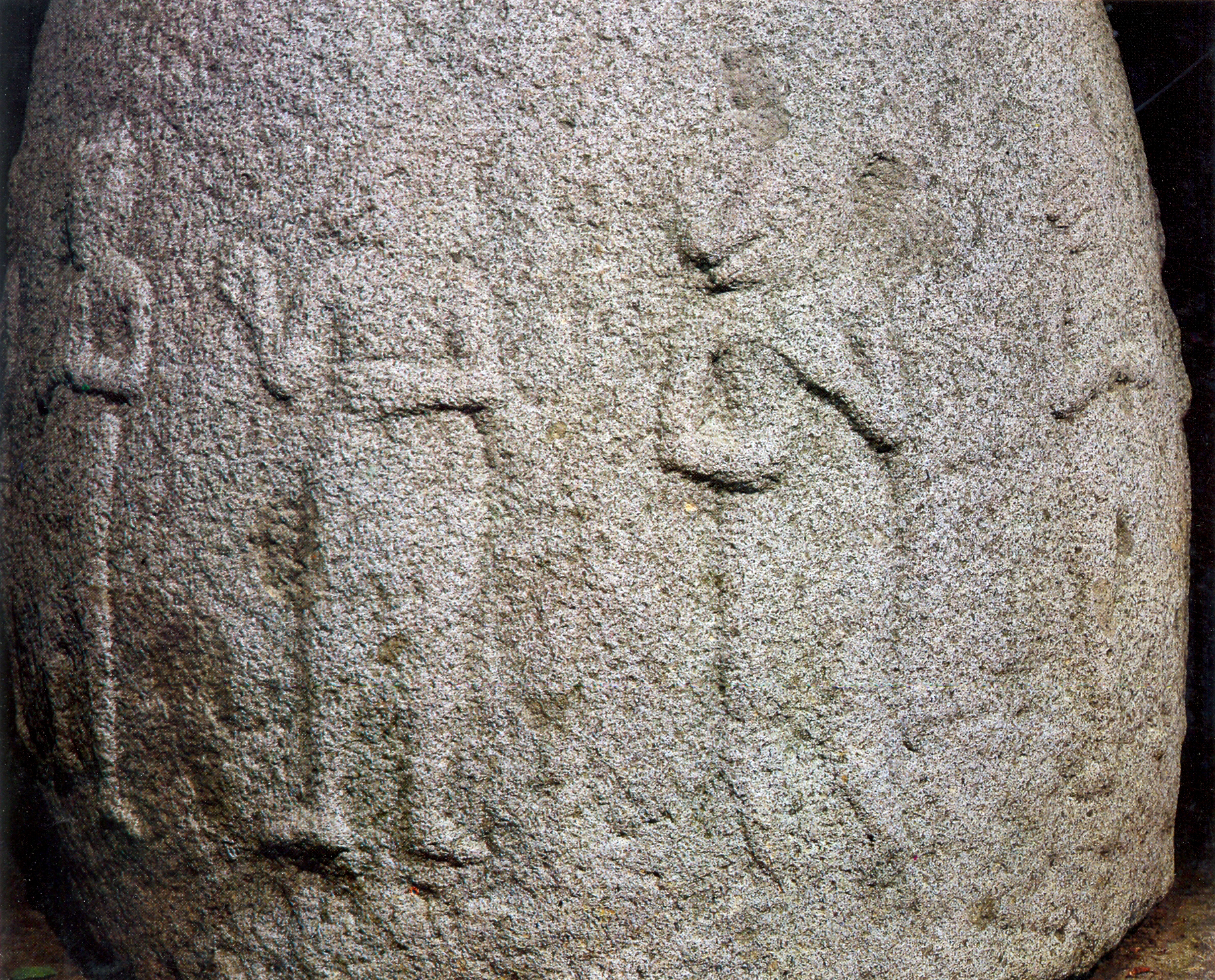
세부